# 킬링 카인드: 킬러의 수제자
《킬링 카인드: 킬러의 수제자》(영어: The Protégé)는 2021년 개봉한 미국의 액션 스릴러 영화이다. 마틴 캠벨 감독이 연출했고, 매기 큐, 새뮤얼 L. 잭슨, 마이클 키턴 등이 출연했다. 복수를 다짐한 여성 킬러가 주인공으로 등장한다.
2021년 8월 미국에서 개봉하였으며, 대한민국에서는 같은 해 11월 24일 개봉하였다.

## 줄거리
1991년 베트남 다낭 갱단 학살 현장에서 발견된 어린 소녀 애나는 전설적인 암살자 무디에게 구조되어 그의 양딸이자 제자로 성장한다. 30년 후 애나는 런던에서 서점을 운영하며 암살 임무를 수행하는 최고의 킬러가 된다. 무디가 70번째 생일에 루커스 헤이스라는 자를 조사해 달라고 부탁하자 애나는 이를 베니에게 맡긴다. 한편 애나는 서점에서 수수께끼 같은 남자 렘브랜트를 만난다. 
무디가 집사, 베니와 함께 괴한들에게 살해된 뒤 자신을 노리는 자들을 물리친 애나는 복수를 다짐하고, 무디가 남긴 단서를 따라 사건을 추적한다. 관련 파일을 찾은 애나는 루커스의 아버지 에드워드가 과거 다낭에서 무디의 암살 목표물이었음을 알게 된다.
다낭으로 향한 애나는 에드워드의 사업 동료 볼을 찾아가지만, 뜻밖에도 볼의 변호사 두케이가 볼을 죽이고 왜 루커스를 찾냐면서 애나를 납치 고문한다. 이때 렘브랜트가 애나 앞에 다시 나타나고, 두케이와 렘브랜트는 같은 남자 밑에서 일하는 라이벌 관계로 밝혀진다. 렘브랜트는 자신은 무디의 죽음에는 관련이 없지만 더 이상 루커스를 추적하지 말라고 경고한다.
탈출한 애나는 심한 장애를 가진 루커스를 한 부자 후원자가 돌보는 중임을 파악한다. 렘브랜트가 두케이에게 고용된 암살범으로부터 살아 남는 사이 애나는 두케이를 그의 아파트에서 살해한다. 이어 애나는 렘브랜트를 습격하지만 두 사람은 서로에게 이끌려 하룻밤을 같이 보낸다.
길거리에서 애나는 두케이의 마지막 남은 부하에게 총격을 받지만 죽은 줄 알았던 무디가 나타나 애나를 구해준다. 무디는 자신을 암살하려고 시도했던 범인을 무디 본인 시체로 위장했던 것이다. 무디와 애나는 렘브랜트의 고용주가 연 자택 자선 만찬에 잠입하지만 렘브랜트가 애나를 제지한다. 렘브랜트의 고용주는 놀랍게도 에드워드 헤이스, 즉 죽은 줄 알았던 루커스의 아버지였다. 에드워드는 몇 년 전 자신을 죽이는 일에 무디를 고용해 죽음을 위장하였고, 이후 본인과 아들 루커스의 존재를 숨기면서 범죄 제국을 구축해온 것이다. 무디는 자신이 루커스를 찾으려 했던 이유는 루커스의 아버지인 에드워드를 죽인 일을 속죄할 생각이었기 때문이고 모든 일의 원흉은 에드워드라고 말하며 자폭하여 에드워드와 함께 사망한다.
심각한 부상을 입은 애나는 무디가 자신을 처음 발견했던 다낭으로 돌아간다. 그리고 어린 시절 애나가 가족이 갱단에게 살해되는 모습을 목격해야 했던 과거가 드러난다. 당시 애나는 갱단 리더가 총을 소제하고 조립하는 걸 지켜본 뒤 스스로 총을 하나 조립하고 갱단을 처단하였고, 그 직후 무디에게 구조되었던 것이다.
결국 애나는 렘브랜트와 서로 총구를 겨눈다. 총소리가 들린 뒤 건물에서 애나 홀로 걸어 나오며 영화가 끝이 난다.

## 출연진
- 매기 큐 - 애나 더턴 역
- 마이클 키턴 - 마이클 렘브랜트 역
- 새뮤얼 L. 잭슨 - 무디 더턴 역
- 로버트 패트릭 - 빌리 보이 역
- 패트릭 맬러하이드 - 조시노 볼 역
- 데이비드 린툴 - 에드워드 헤이스 역
- 레이 피어런 - 두케이(뒤케) 역
- 제오르제 피슈테레아누 - 발리 역

## 우리말 녹음
성우진
- 손지영: 애나 더턴
- 장홍우: 무디 더턴
- 김에진: 마이클 렘브랜트
- 김옥남: 빌리 보이
- 장미경: 에드워드 헤이스
- 장옥분: 두케이
- 서상우
- 이지은